# Struthanthus trujilloi
Struthanthus trujilloi är en tvåhjärtbladig växtart som beskrevs av G. Ferrari. Struthanthus trujilloi ingår i släktet Struthanthus och familjen Loranthaceae. Inga underarter finns listade i Catalogue of Life.